# (269567) Bakhtinov
(269567) Bakhtinov est un astéroïde de la ceinture principale.

## Description
(269567) Bakhtinov est un astéroïde de la ceinture principale. Il fut découvert le 24 novembre 2009 à Tzec Maun par Vitali Nevski. Il présente une orbite caractérisée par un demi-grand axe de 2,63 UA, une excentricité de 0,20 et une inclinaison de 11,3° par rapport à l'écliptique.

## Compléments